# Familien Waagepetersen
Familien Waagepetersen eller Det Waagepetersenske familiestykke er et maleri malet af Wilhelm Bendz i 1830. Maleriet er erhvervet af Statens Museum for Kunst 11. juni 1998 for 2.600.000 kr. Efter at det først kom på auktion hos Bruun Rasmussen, auktion nr. 640, 2. december 1997, kat.nr. 109; og købt af Artemis Group, London. Men efter udførselsforbud fra Kulturværdiudvalget tilbageholdt i Danmark og derpå solgt til Statens Museum for Kunst.
Maleriet blev færdigt den 7. april 1830 og blev indleveret til udstillingen på Charlottenborg lidt forsinket, men blev udstillet som "Katalog nummer 58 med titlen Et Familie-Malerie. Bendz malede i 1830 to familiestykker det andet er Familien Raffenberg.

## Proveniens
Malet til hofvinhandler Christian Waagepetersen og dennes efterkommere, indtil det blev sat salg i 1998 i deres besiddelse.
Maleriet er erhvervet af Statens Museum for Kunst 11. juni 1998 for 2.600.000 kr. Efter at det først kom på auktion hos Bruun Rasmussen, auktion nr. 640, 2. december 1997, kat.nr. 109; og købt af Artemis Group, London. Men efter udførselsforbud fra Kulturværdiudvalget tilbageholdt i Danmark og derpå solgt til Statens Museum for Kunst.

## Motiv
På maleriet ses Christian Waagepetersen ved sit skrivebord i lejligheden i Store Strandstræde 18 , ved hans knæ sønnen Fritz, stående hans hustru Albertine med datteren Louise i sine arme. Ifølge oplysninger fra familien stod sønnen Mozart (1813-1885) model for moderen, der var gravid og ikke kunne bære barnet så længe. De to ovale malerier er portrætter malet af Jens Juel - de er Christian Waagepetersens forældre Lorentz Petersen og Sophie Magdalene Petersen født Worm. Maleriet over døråbningen er et portræt af broderen Jacob Christian Bendz, malet af Wilhelm Bendz. Det høje vandglas på bordet med en levende frø fungerede som barometer - når frøen kravlede op, blev det godt vejr. Bygningen i Store Strandstræde 18 tilhører nu Nordisk Ministerråd.

## Galleri
- Wilhelm Bendz, Familien Raffenberg, 1830, Statens Museum for Kunst